# Pelahustán
Pelahustán ist ein Ort und eine Gemeinde (Municipio) im Nordosten der Provinz Toledo in Spanien mit 331 Einwohnern (Stand: 2024).

## Lage
Pelahustán liegt etwa 75 Kilometer westnordwestlich von Toledo in einer Höhe von ca. 675 m.
In Pelahustán herrscht ein kontinentales Klima mit extremen Temperaturen und starken Amplituden. Die Niederschläge (473 mm/Jahr) sind sehr unregelmäßig und selten, meist im Herbst und Frühling konzentriert.

## Bevölkerungsentwicklung
| Jahr      | 1970 | 1981 | 1991 | 2001 | 2011 | 2021 |
| Einwohner | 678  | 525  | 410  | 345  | 395  | 345  |

## Sehenswertes

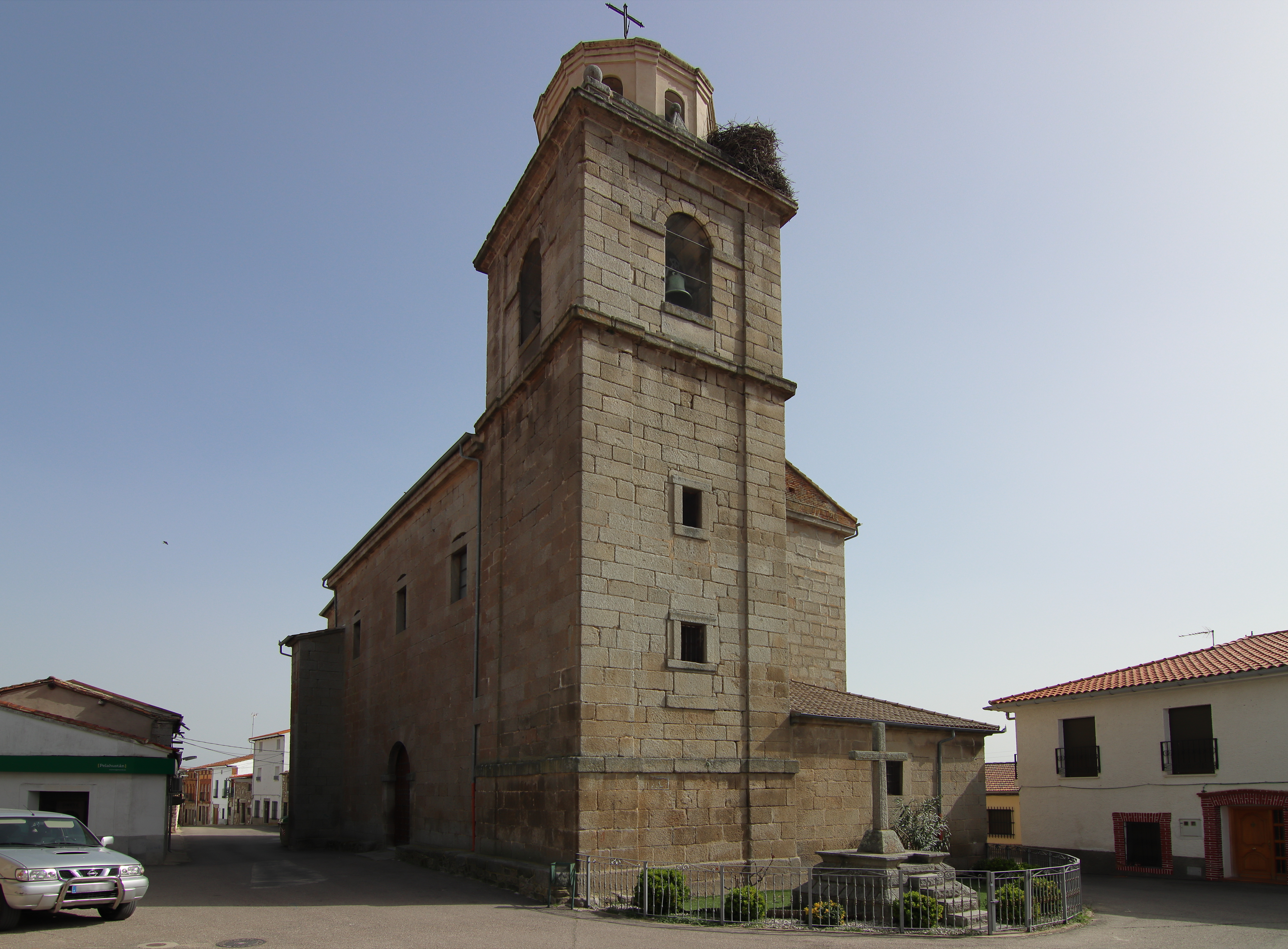
Andreaskirche
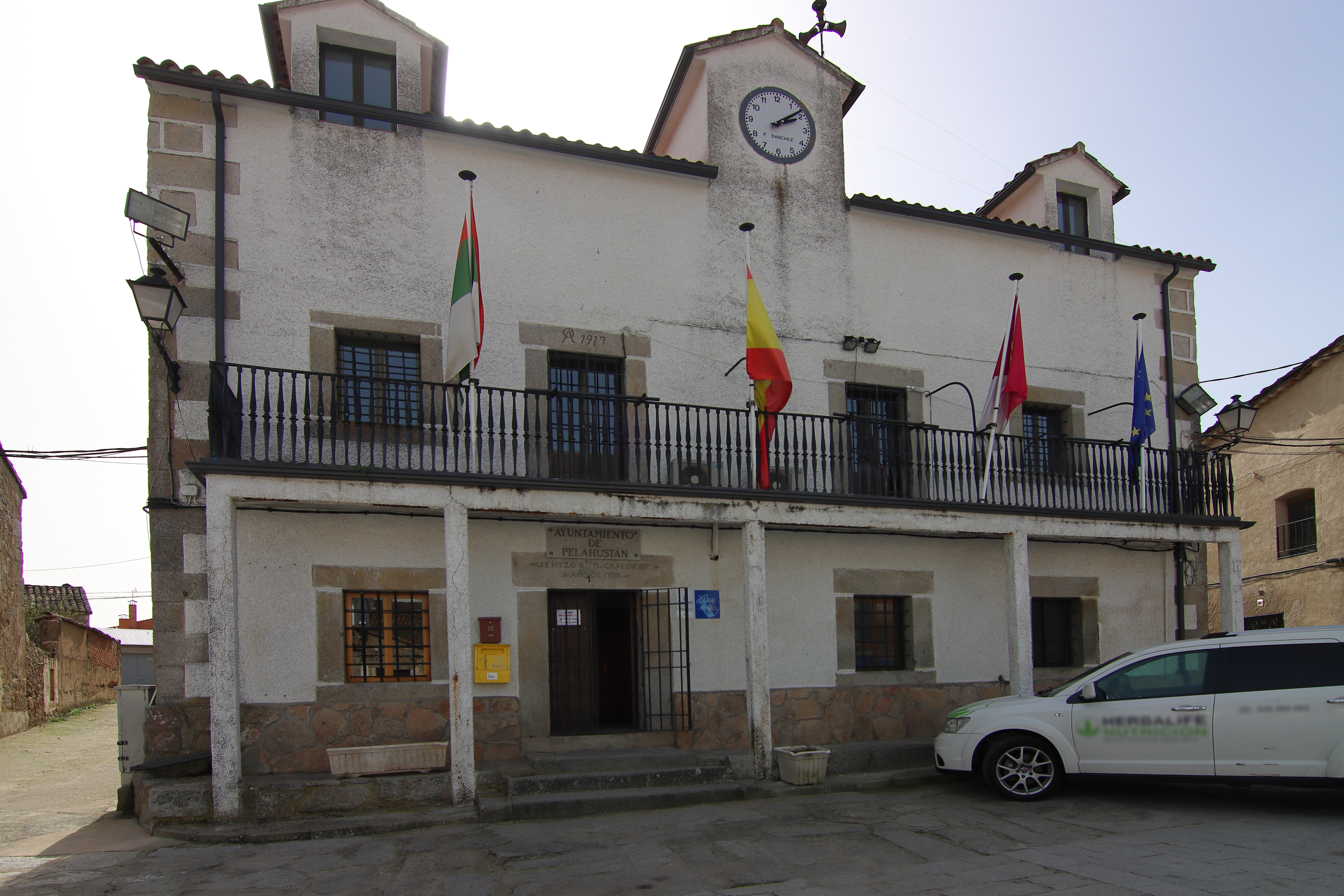
Rathaus

- Andreaskirche
- Rathaus

## Persönlichkeiten
- Sixto Ríos (1913–2008), Mathematiker